# Omar Assar
Omar Muhammadi Muhammad Muhammad Assar, född 22 juli 1991, är en egyptisk bordtennisspelare.

## Karriär
Vid OS 2020 placerade Assar sig på en femte plats i bordtennisens singelspel. Omar Assar har tagit flera guld i afrikanska mästerskapen i såväl singelspel som i dubbel.